# Blue-ing!
blue-ing!（片:ブルーイング）は東京ドームシティ内にあるJFAサッカー文化創造拠点。
運営は公益財団法人日本サッカー協会。落合陽一監修。日本サッカーミュージアムの後継施設であり、有料と無料のエリアに分かれている。施設内は人工芝を使ってスタジアムをイメージした作りとなっており、カフェもある。本サイトの表記の都合上「Blue-ing!」と表示されることがあるが、正しくは「blue-ing!」である。

## 施設概要

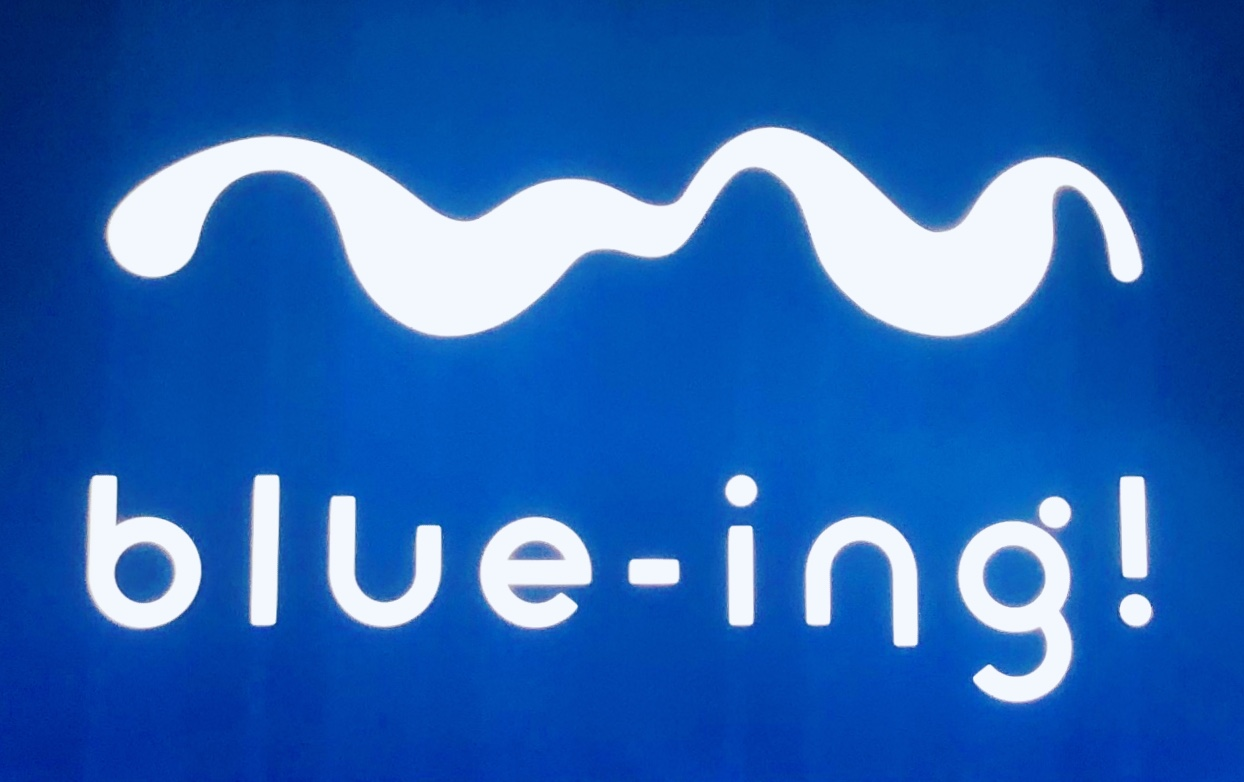
公式ロゴ

名称の「blue-ing!」には、日本サッカーを象徴する“青”をモチーフに「サッカー文化が根付いていく=“青（blue）”に染まっていく」という意味が込められ、併せてロゴとステートメントにはサッカーの価値や一人一人のサッカー体験が集まる場所という同施設の存在意義を表現。本施設は「PARKエリア」と「DISCOVERYエリア」に大別される。
- PARKエリア
  - カフェ＆バー
  - サッカーショップ
- DISCOVERYエリア (有料)
  - 生成AIなど最先端のデジタル体験

## 開館時間
年末年始、イベント開催時は開館時間及び閉館時間が変わる場合あり。
- 平日:11時から21時
- 土曜・日曜・祝日:10時から22時

## アクセス
- JR「水道橋駅」東口から徒歩5分。
- 都営地下鉄三田線「水道橋駅」A3出口徒歩3分。
- 東京メトロ丸ノ内線・南北線「後楽園駅」2番出口から徒歩10分。
- 都営地下鉄大江戸線「春日駅」A1出口から徒歩12分。

## 入場料
- PARKエリアは入場無料。
- DISCOVERYエリアは有料で、大人800円、中高生600円、小学生500円、未就学児は無料。

### 割引制度
以下の通り割引制度がある。
- JFAPassport保持者[4]
- 障害者